# John Beckman
John Beckman (* 22. Oktober 1895 in New York City, New York; † 22. Juni 1968 in Miami, Florida) war ein US-amerikanischer Basketballspieler. Zwischen 1913 und 1941 spielte er in diversen Profiteams in verschiedenen Ligen, bekannt ist er aber durch seine Zeit bei den Original Celtics. Am 26. April 1973 wurde er posthum in die Naismith Memorial Basketball Hall of Fame aufgenommen.

## Karriere
Beckman begann 1910 mit dem Basketballspiel in der Hudson County League und St. Gabriel’s Catholic School. 1914 begann er, professionell zu spielen. Anfang der 1920er Jahre hatte Beckman, einer der besten Freiwerfer seiner Zeit, einen Schnitt von 9,1 Punkten pro Spiel, und damit die knappe Hälfte eines damals üblichen Teamdurchschnitts pro Spiel. Er beeindruckte damit Jim Furey, den Neugründer der Original Celtics, derartig, dass dieser ihn im zweiten Jahr seiner Celtics zusammen mit Dutch Dehnert bis zur Auflösung des Teams im Jahr 1941 verpflichtete.
Die Celtics waren ein herumreisendes Herausforderungsteam, nicht unähnlich den Harlem Globetrotters oder der New York Renaissance, und konnten in einem Jahr 204 von 215 Spielen gewinnen. Sie galten in den 1920er Jahren als der Goldstandard und viele Teams setzten Prämien auf Siege gegen die Celtics aus. Sie waren eines der ersten Teams, das im Madison Square Garden spielte, seinerzeit noch ohne Backboard und in Drahtkäfigen, um den Ball im Spiel zu halten und das Publikum vor dem raubeinigen Spiel zu schützen. Nach einer Meistersaison in der American Basketball League (ABL) 1927/28 wurden sie aufgrund ihrer Dominanz wieder aus der Liga eliminiert und gingen fortan wieder auf Tour.

## Privatleben
Beckman wurde als Sohn von August und Katherine Bechmann, die in den 1880er Jahren emigriert waren und ihren Namen amerikanisiert hatten, in Manhattan geboren und besuchte nie ein College. Er wird von Zeitgenossen raubeiniger Kerl und Trainer, Doktor, Fighter und Quarterback des Teams genannt. Nat Holman beschreibt ihn als guten Schützen, als schnell und beweglich und als harten Beschützer seiner Teamkameraden. Er lehnte zahlreiche Coaching-Offerten ab und zog nach Florida, wo er jahrelang als Athletikdirektor eines Zentrums für mental herausgeforderte Kinder wirkte. Sein Enkel Edwin J. Beckman  spielte acht Jahre für die Kansas City Chiefs der NFL.